# Kirsten Erl
Kirsten Erl (* 7. Dezember 1966 in Herten; † 10. Februar 2017 in Dülmen) war eine deutsche Richterin und TV-Darstellerin.

## Leben
Erl wuchs in Dülmen auf. Es folgten ein Jurastudium an der Westfälischen Wilhelms-Universität in Münster und ein Referendariat in Essen. Anschließend war sie Richterin für Erwachsenenstrafrecht am Amtsgericht Essen. Ab dem 5. September 2005 war Erl in der Sendung Das Jugendgericht auf RTL als Vorsitzende Richterin zu sehen. Nachdem das Format am 2. Februar 2007 eingestellt wurde, arbeitete sie wieder als Juristin. Erl, die sich auch im Tierschutz engagierte, starb am 10. Februar 2017 im Alter von 50 Jahren.